# NKVD
 Der er for få eller ingen kildehenvisninger i denne artikel, hvilket er et problem. Du kan hjælpe ved at angive troværdige kilder til de påstande, som fremføres i artiklen.

 Denne artikel bør gennemlæses af en person med fagkendskab for at sikre den faglige korrekthed.

NKVD (russisk: Народный комиссариат внутренних дел, tr. Narodnyj komissariat vnutrennich del; "Folkekommissariatet for indenrigs anliggender"), var Sovjetunionens kombinerede sikkerhedstjenste fra 1934 til 1946. NKVD forestod massemord, tortur, terror og lignende metoder mod såvel den egne befolkning som udenlandske medborgere.
NKVD blev etableret i juni 1934. I juli 1934 inkorporeredes tillige den '"alunionelle politiske forvaltning" OGPU (med aner fra tjekaen) i NKVD.

## NKVD aktiviteter
I perioden 1935-1938 gennemførte NKVD, på order fra Stalin en bred terror, som ledte til massearrestationer, massehenrettelser, forsvindinger og deportationer. Millioner af mennesker blev ofre for disse aktioner i 1930-erne. Næppe nogen statlig organisation i historien kan anses at have begået så mange ugerninger som NKVD, og næppe nogen stat i Europa kan anses at have så mange mordere som Sovjetunionen.
I visse tilfælde gennemførtes udrensninger i NKVDs kadrer ved mord på morderne af NKVD eget personale efter order fra Sovjetledelsen, sandsynligvis for at kunne opretholde en slags kontrol over mordmaskineriet, som umiddelbart efter udrensningerne fortsatte sit arbejde.
Det var under NKVD-kommando, at de mange militære og paramilitære specialstyrkeenheder blev oprettet under Anden Verdenskrig. Specialstyrkerne udførte rekognosceringsopgaver, sabotage bag fjendens linjer og uddannede og ledede partisangrupper, der bandt en stor del af de tyske invasionsstyrker i baglandet. Det var formentlig under krigen, at russerne indså betydningen af denne type operationer. Straks efter krigens afslutning begyndte generalstaben at udvikle strukturen for de styrker, som senere er kendt som spetsnaz. Berija var leder af NKVD fra 1938 til 1945 og igen i 1953.
I foråret 1940 udførte NKVD massehenrettelser af omkring 4.000 polske officerer fra den besatte østlige del af Polen i Katyn, et skovområde beliggende vest for Smolensk i Rusland samt mange tusind yderligere ved lignende aktioner. Lignende mord skete i Litauen, Letland og Estland samt under begge krigene mod Finland.[kilde mangler]
Der findes tillige oplysninger om samarbejde mellem NKVD og Gestapo, blandt andet den 7. december 1939 i det polske Zakopane med mål at udrydde en polsk modstandsbevægelse, marts-april 1940 i Kraków, hvor blandt andre Margarete Buber-Neumann, en tysk kommunist, blev overdraget af NKVD til Gestapo.[kilde mangler]
Nikolaj Ivanovitj Jezjov (Николай Иванович Ежов) var den mest berygtede chef for NKVD[kilde mangler]. Jezjov efterfulgte Genrich Jagoda og under hans lederskab gennemførtes 1936-1938 de store udrensninger, som undertiden efter Jezjov kaldes jezjovsjtjina. Jezjov myrdede personligt sin forgænger med et pistolskud i hovedet[kilde mangler].

## KGB
NKVD skiftede navn til KGB i 1946. I Sovjetunionen kontrollerede KGB grænsestyrkerne og havde desuden specialuddannede enheder der udførte skjulte operationer, hemmelige rekognosceringer og direkte aktioner i andre lande. Under Direktorat S (de illegale) havde KGB en lille gruppe specialsoldater, der udførte strategisk sabotage og snigmord. Normalt ville denne gruppe operere som en del af de luftbårne styrker og deltog bl.a. i henrettelsen af den afghanske præsident og hans familie i 1979.

## Galleri
- Ofre for NKVD:s udrensninger identificeres af deres slægtninge, Ternopil, Ukraina, 1941.
- Forslag fra Berija til at overføre tidligere polske officerer og politifolk til NKVD krigsfangelejre og fængsler. Marts 1940.